# Johann Georg Aichgasser
Johann Georg Aichgasser (* 1701 in Hechingen; † 23. Dezember 1767 in Überlingen am Bodensee) war ein oberschwäbischer Orgelbauer.

## Leben
Johann Georg Aichgasser wurde 1701 im hohenzollerischen Hechingen geboren. Die Familie Aichgasser stammt ursprünglich aus dem Dorf Boll, das heute ein Hechinger Stadtteil ist. Dort sind die Aichgassers seit 1337 belegt. Seine Eltern waren der Schuhmacher Jakob Aichgasser und Magdalena (geborene Buckenmaier). Anhaltspunkte, wo er die Kunst des Orgelbauens erlernte, sind nicht bekannt. Er heiratete am 20. September 1734 Maria Magdalena Frey.
Seine erste bekannte Arbeit führte er 1722 für St. Leodegar in Gammertingen mit elf Registern. Seine einzige heute noch erhaltene Orgel baute er für die Zisterzienserinnen im Kloster Wald.

## Werkliste
| Jahr       | Ort                                          | Gebäude                                | Bild | Manuale | Register | Bemerkungen |
| ---------- | -------------------------------------------- | -------------------------------------- | ---- | ------- | -------- | --- |
| 1722       | Gammertingen                                 | St. Leodegar                           |      |         | 11       | Originale Disposition 1820 von Anton Braun aufgezeichnet. |
| 1734       | Überlingen                                   | Franziskanerkirche                     |      |         |          | Stellung der Orgel für 159 Gulden bei den Franziskaner in Überlingen; Orgelgehäuse erhalten |
| 1735       | Wangen im Allgäu                             | St. Martin                             |      |         |          | Große Instandsetzung für 110 Gulden. |
| 1744       | Ennetach                                     | St. Cornelius und Cyprian              |      |         |          | Neubau für 353 Gulden 11 Kreuzer; nicht erhalten, 1845 baut Vitus Klingler eine neue Orgel mit I/14. |
| 1738       | Heiligkreuztal                               | Klosterkirche                          |      | ?       |          | Nicht erhalten; bislang ist noch unklar, ob Aichgasser die Haupt- oder die Chororgel erbaut hat. 1874 Neubau durch Carl Gottlieb Weigle, Stuttgart.                                                                  |
| 1740       | Rottenburg am Neckar                         | Karmeliterkirche                       |      |         | 24       | |
| 1745       | Bregenz, Territorialabtei Wettingen-Mehrerau | Benediktinerkirche                     |      | II/P    | 24       | Nicht erhalten; nach den Säkularisationswirren verliert sich die Spur der Orgel. |
| 1747       | Sipplingen                                   | St. Martin und Georg                   |      |         |          | |
| 1748 (ca.) | Haigerloch                                   | Schlosskirche                          |      |         |          | |
| 1750 (ca.) | Hilzingen                                    |                                        |      | I/P     | 11       | Zuschreibung nach Gehäuse und Originaldisposition; Gehäuse erhalten; Werk nach mehreren Umbauten im 19. Jahrhundert 1959 durch Neubau Mönch, Überlingen ersetzt.                                                     |
| 1750       | Birnau                                       | Wallfahrtskirche Birnau                |      | I/P     | 12       | Gehäuse in Altnau (Schweiz) erhalten. |
| 1751       | Kloster Wald in Hohenzollern                 | Zisterzienserinnenkirche               |      | I/P     | 16       | Verändert erhalten; das Instrument wurde offenbar schon im 18. Jahrhundert erheblich überarbeitet und im Laufe des 19. Jahrhunderts mehrmals renoviert und verändert, zuletzt durch Mönch & Prachtel aus Überlingen. |
| 1753       | Reichsabtei Salem                            | Münster (Chororgel)                    |      |         | 15       | |
| 1756       | Veringendorf                                 |                                        |      | ?       |          | Nicht erhalten; 1829 durch Erdbeben zerstört und 1834 durch Neubau von Anton Hieber ersetzt. |
| 1757       | Überlingen am Bodensee                       | Franziskanerkirche, Hauptorgel         |      | II/P    | 26       | |
| 1757       | Überlingen am Bodensee                       | Franziskanerkirche, Chororgel          |      | II/P    | 10       | |
| 1762       | Sigmaringen                                  | Kath. Stadtpfarrkirche (Hauptorgel)    |      | II/P    | 21 (?)   | |
| 1763       | Kloster Fischingen (Schweiz)                 | Benediktinerkirche (Psallierchororgel) |      | II/P    | 33       | Gehäuse und Teile des Pfeifenwerks erhalten → Orgel |
| 1763       | Hausen am Andelsbach                         | St. Ottilien                           |      |         | 10       | Nicht erhalten. |
| 1766       | Meersburg                                    | Priesterseminar                        |      | I/P     | 10       | In Baitenhausen verändert erhalten → Orgel |